# 利丹島
74°25′S 20°45′W / 74.417°S 20.750°W
利丹島（英語：Lyddan Island）是南極洲的島嶼，位於南大洋海域，處於里瑟爾-拉森冰架西南端，長72公里，該島在1967年11月5日被美國人發現，島上無人居住。